# Finn Tveter
Finn Tveter, född 19 november 1947 i Oslo, död 30 juli 2018, var en norsk roddare.
Han tog OS-silver i fyra utan styrman i samband med de olympiska roddtävlingarna 1976 i Montréal.